# Anton Zimolo (liječnik)
Anton Zimolo (Mostar, 1912. – 2. travnja 2011.), hrvatski liječnik i znanstvenik

## Životopis
Rodio se 1912. godine u Mostaru. 1936. godine stekao je naslov doktora medicine. Još dok je studirao je na ljetnim odmorima marljivo volontirao u rodilištu u Pragu te u Propedueutičkoj klinici u Parizu, a istovremeno je sudjelovao u sastancima europskih studenata medicine. Nakon stažiranja bio je vojni liječnik. Otišao u pokret otpora u Drugome svjetskom ratu. 1943. god kao sudionik NOP-a obavlja dužnost liječnika i referenta saniteta brigade i potom divizije. U NOB-u bio je šef odsjeka sanitetskog odjela Vrhovnog štaba od proljeća 1944. – 1947. godine. Poslije rata specijalizirao je patološku anatomiju. u Zagrebu kod prof Saltykowa. Tijekom i poslije specijalizacije kao stipendist Svjetske zdravstvene organizacije boravio je u pato-anatomskim zavodima u Lausanni i Montrealu, potom u sklopu poslijediplomskog usavršavanja radio je u Opstetricijskom i ginekološkom zavodu u Londonu i histopatološkom laboratoriju kod oca moderne histokemije prof Pearsea. 1951. godine postao je asistent na Medicinskom fakultetu u Zagrebu, ustanovi u kojoj je proveo radni vijek i na kojoj je na mjestu naslovnog docenta od 1958., izvanrednog profesora od 1963., a za redovnog profesora izabran je 1969. godine. Bio je prvi prodekan 1966. – 1970, a dekan 1970. – 1974. Kao dekan zalagao se za uvođenje i jačanje novih nastavnih disciplina, npr. kliničke farmakologije, medicinske informatike i dr, te za funkcionalno povezivanje većih znanstveno-nastavnih tematskih cjelina na fakultetu i u zdravstvu.
Bio je predstojnik Zavoda za patologiju. Osnovao nove laboratorije i pogone u Zavodu po uzoru na svjetske zdravstvene centre, Odjel za medicinsku citologiju i citodijagnostiku. S prof. Huptmanom pokrenuo je poslijediplomski tečaj iz medicinske citologije i citodijagnostike. S Biološkim institutom Sveučilišta i Institutom Ruđer Bošković otvorio je u Zavodu Laboratorij za elektronsku mikroskopiju. Dao je urediti zavodsku knjižnicu i preurediti histopatološki laboratorij Zavoda. Osnovao je Zakladu prof. Sergija Saltykowa pri Zavodu. 
Poduzetan u svom području zbog čega je patološka širom Hrvatske doživjela procvat. Poticao je kliničko-patološke konferencije. Bio je izvrstan nastavnik, znanstvenik i organizator. Organizirao je više domaćih i međunarodnih skupova i kongresa, između ostaloga organizirao je prvih deset Memorijalnih sastanaka prof Saltykowa. Impresivan je popis organiziranih događaja: organizirao je pato-anatomsku službu u bolnicama i klinikama u Zagreb, te pomagao organiziranje brojnih odjela za patologiju širom Hrvatske, a posebno u Slavoniji. 1969. organizirao vrlo uspješan I. Kongres patologa u Zagrebu. Od 1952. aktivno radio je na reformi medicinske nastave: 1953. sudjelovao je na Prvoj svjetskoj konferenciji za medicinsku nastavu u Londonu, 1973. u Kopenhagenu djeluje kao član savjeta u Društvu za medicinsku nastavu u Europi. Zaslužan je za inicijativu u osnivanju komisije za stambene probleme članova Sveučilišta. U toj akciji Sveučilište je izgradilo više svojih velikih stambenih zgrada. Kao član Skupštine grada Zagreba surađivao je u pripremama Generalnog urbanističkog plana grada Zagreba koji je objavljen 1970.g.
Predsjednik Društva sveučilišnih nastavnika (1971. – 1974.) i (1978. – 1980.). Iz tog vremena važno je reći da je potakao osnivanje i rad tečajeva za pedagogiju za asistente, te rad skupine govorništva za asistente i studente, a sudjelovao je u radu više Odbora za zdravstvo, obrazovanje i znanost.
Sudionik je osnivačkog sastanka 1964. g. u Salzburgu i član Europskog društva za patologiju. Predsjednik Udruženja patologa, počasni član Društva za patologiju i sudsku medicinu, počasni je član Hrvatskog liječničkog zbora i Liječničke komore. Član Vijeća Europskog društva za patologiju, počasni član društva za patologiju Poljske i Društva za patologiju Njemačke (DDR), a bio je član Vijeća uredništva časopisa Pathologia Europea i Excerpta medica.  Član Akademije Medicinskih znanosti Hrvatske od 1972.g.

## Djela
Objavio je preko 150 vrijednih znanstvenih radova, više udžbenika i brošura  iz infektologijske, kardiovaskularne, ginekološke i perinatološke patologije, a mnoštvo mu je radova epidemiološki usmjeren na osnovi patomorfološke dijagnostike i rane detekcije malignih neoplazmi, osobito karcinoma želuca i karcinoma cerviksa.

## Nagrade i priznanja
Dobitnik niza domaćih i inozemnih priznanja i nagrada, te ratnih i mirnodopskih odlikovanja. 
Predsjednik Svjetske organizacije za medicinsku nastavu dodijelio mu je pismeno visoko priznanje za zalaganje u usavršavanju medicinske nastave i Europi.